# 9e division d’infanterie coloniale
Die 9e division d’infanterie coloniale (kurz 9e DIC, auf Deutsch 9. Kolonial-Infanterie-Division) war ein Großverband der freifranzösischen Streitkräfte im Zweiten Weltkrieg, der hauptsächlich Soldaten aus der Kolonie Westafrika und dem Protektorat Marokko umfasste.

## Zweiter Weltkrieg
Die Division sollte ursprünglich 1939/40 im Rahmen der französischen Mobilmachung geschaffen werden, die geplante Aufstellung unter General Pellet kam aber nicht zustande. Am 15. Juli 1943, nach der alliierten Invasion in Nordafrika, wurde der Großverband dann dort als Teil der freifranzösischen Kräfte geschaffen. Er umfasste zu diesem Zeitpunkt das 4., 6. und 13. Regiment der Tirailleurs sénégalais (Senegalesischen Schützeninfanterie) sowie das Kolonial-Infanterie-Regiment (RICM) und Kolonial-Artillerie-Regiment (RACM) von Marokko.
Noch vor der Divisionsgründung hatten die Regimenter schwere Verluste erlitten: Das 4. Senegalschützen-Regiment hatte am 20. April 1943 über 600 Mann verloren, als das Truppentransportschiff Sidi Bel Abbès vor Oran durch U 565 versenkt worden war. Anfang Juni hatte das 13. Regiment 35 Soldaten bei einem deutschen Luftangriff auf Algier verloren.
Erster Kommandeur war General Blaizot, der das Kommando aber bald an General Magnan abgab. Unterstellt war die Division der Armee B (später umbenannt in 1. Armee unter Lattre de Tassigny).
Im Oktober 1943 sammelte sich die Division in Mostaganem bei Oran und setzte von dort aus im April/Mai 1944 nach Korsika über. Im Juni trug die Division die Hauptlast bei der Opération Brassard, der von Korsika ausgehenden Eroberung von Elba. Im folgenden August war die Division dann Teil der Operation Dragoon, der alliierten Landung an der Côte d’Azur. Die Regimenter der Division waren dabei unter anderem für die Eroberung des Fort d’Artigues in Toulon verantwortlich. Obwohl sich die Soldaten im Kampf ausgezeichnet hatten, kam es bald nach dem erfolgreichen Abschluss der Operation zum Blanchiment („Weißmachen“) der Armee; das heißt der Großteil der afrikanischen Soldaten der Division (etwa 9200 Mann) wurde durch freiwillige Résistancekämpfer der Forces françaises de l’intérieur ersetzt. Offiziell wurde dies mit der nötigen Zusammenführung innerer und äußerer Truppen und dem drohenden Winterkrieg, auf den die Afrikaner nicht vorbereitet waren, begründet; daneben spielten mutmaßlicherweise auch imperialistisch-rassistische Motive eine Rolle (die französische Führung wollte nicht das Mutterland durch schwarze Kolonialsoldaten befreien lassen). Drei „weiße“ Kolonialregimenter (6., 21. und 23. RIC) ersetzten die Senegalesen, die unter widrigen Umständen in ihre Heimat repatriiert wurden.
Mit der 1. Armee stieß die Division, nun befehligt von den Generälen Morlière und Salan, bis Ende Januar über Belfort (Burgundische Pforte) ins Elsass vor und war dort an der Befreiung von Mülhausen und der Eroberung von Colmar beteiligt. Anfang April setzten Truppen der Division, nun unter General Valluy, über den Rhein und nahmen Karlsruhe, Rastatt und Baden-Baden ein.
Nach der Besetzung von Freiburg am 17. April 1945 wurde die 3. Kampfgruppe der Division vom Kommandeur der 1. Armee, General Jean de Lattre de Tassigny, am 24. April zu einem Vorstoß entlang des Hochrheins befohlen, der im Raum Blumberg am 26. April vor der Ortschaft Fützen von deutschen Einheiten, die zu einem Durchbruch nach Osten ansetzten, verlustreich gestoppt wurde.

## Indochina
Bereits bis Anfang Dezember 1945 wurde die Division nach Indochina verlegt und in das dortige Expeditionskorps (CEFEO) eingegliedert. In Indochina hatte Hồ Chí Minh, Führer der Việt Minh, ein Vierteljahr zuvor das durch den Zusammenbruch Japans entstandene Machtvakuum genutzt und nach der Augustrevolution die Demokratische Republik Vietnam ausgerufen. Es war bald darauf zu heftigen Kämpfen mit eintreffenden britisch-indischen Besatzungstruppen und kleineren französischen Einheiten gekommen. Die 9. DIC war, als sie Indochina erreichte, mit 19.300 Mann der erste zahlenmäßig starke französische Verband vor Ort. Zusammen mit der im Februar 1946 eintreffenden 3. DIC unter General Nyo bildete sie das Rückgrat der Besatzungstruppen und ermöglichte den Abzug der 20. britisch-indischen Infanteriedivision unter General Gracey. Im März stellte sie einen größeren Teil der Soldaten für die französische Landungsoperation in Nordvietnam (Opération Bentré).
Nach dem 6.-März-Abkommen entspannte sich die Situation zunächst, doch ausgelöst durch das Bombardement von Haiphong (welches durch General Valluy, inzwischen Indochina-Oberbefehlshaber, angeordnet wurde) brach Ende des Jahres der Indochinakrieg aus. Da sich die militärische Organisationsstruktur im ersten Kriegsjahr als wenig effizient herausstellte, hörte die 9. DIC Ende 1947 infolge von Umstrukturierungen faktisch auf zu bestehen (ohne jedoch offiziell aufgelöst zu werden).
1963 wurde unter der Bezeichnung 9e brigade d’infanterie de marine ein Nachfolgeverband geschaffen, der als Teil der Troupe de marine als leichter amphibischer Panzerverband bis heute besteht und auch die Tradition der Division bleue übernommen hat.